# Baidar Khan
Baidar Khan (13. Jahrhundert) war als Sohn Tschagatai Khans ein mongolischer Teilherrscher. Sein Sohn war der Khan Alghu.

## Geschichte
Im Jahre 1241 fielen die Mongolen unter Baidar Khan, Subotai und Shibani in Ostmitteleuropa ein. Baidar Khan befehligte zusammen mit Orda Khan und Kadan das Heer, das den Mongolensturm auf Polen ausführte. Er führte seine Streitmacht von Sandomierz, Krakau, Racibórz, Opole, Breslau bis nach Liegnitz, wo er an der Entscheidungsschlacht gegen das christliche Heer unter Heinrich dem Frommen von Schlesien teilnahm. Nach der Schlacht kampierte sein Heer mehrere Wochen bei Otmuchów, bevor es sich über Mähren nach Ungarn begab. 1246 nahm Baidar Khan an der Wahl Güyük Khans teil.